# Corrado da Parzham
Corrado da Parzham, al secolo Johann Birndorfer (Bad Griesbach im Rottal, 22 dicembre 1818 – Altötting, 21 aprile 1894), è stato un religioso e frate cappuccino tedesco, venerato come santo dalla Chiesa cattolica.

## Biografia
Figlio di contadini bavaresi, in gioventù lavorò come bracciante agricolo e nel 1849 entrò come fratello laico nei cappuccini del convento di Sant'Anna ad Altötting. Si distinse per lo spirito di carità e morì in fama di santità, tanto che fu beatificato il 30 giugno 1930 da papa Pio XI e proclamato santo il 20 maggio 1934 dal medesimo pontefice. Le sue reliquie sono conservate nel convento ove visse ed operò.
La sua memoria liturgica ricorre il 21 aprile.